# 44 км
44 км — железнодорожная казарма в Юрьянском районе Кировской области в составе Загарского сельского поселения.

## География
Находится у железнодорожной линии Киров-Котлас на расстоянии примерно 14 километров на север от посёлка Мурыгино.

## История
Населённый пункт известен с 1939 года. В 1950 году учтено жителей 8 при 3 дворах, в 1989 году 6 жителей.

## Население
Постоянное население составляло 1 человек (русской национальности) в 2002 году, 2 в 2010.